# Entodontopsis anceps
Entodontopsis anceps là một loài Rêu trong họ Stereophyllaceae. Loài này được (Bosch & Sande Lac.) W.R. Buck & Ireland mô tả khoa học đầu tiên năm 1985.